# Paralaoma depressior
Paralaoma depressior är en snäckart som beskrevs av Preston 1913. Paralaoma depressior ingår i släktet Paralaoma och familjen punktsnäckor. Inga underarter finns listade i Catalogue of Life.